# Sivry-Ante
Sivry-Ante é uma comuna francesa na região administrativa do Grande Leste, no departamento de Marne. Estende-se por uma área de 21.6 km², e possui 181 habitantes, segundo o censo de 2018, com uma densidade de 8.4 hab/km².